# شهرستان کارترت (کارولینای شمالی)
شهرستان کارترت، کارولینای شمالی (به انگلیسی: Carteret County, North Carolina) یک سکونتگاه مسکونی در ایالات متحده آمریکا است که در کارولینای شمالی واقع شده‌است.

## خصوصیات
شهرستان کارترت ۳٬۴۷۳٫۱۹ کیلومترمربع مساحت دارد.